# レイナルド・ガルシア
レイナルド・ガルシア・ザモラ（Reynaldo García Zamora、1990年5月29日 - ）は、キューバのプロバスケットボール選手。ハバナ出身。ポジションはポイントガード。キューバ代表。

## 来歴
キューバ国内でアマチュアとしてプレーした後、2009年よりプロとしてエクアドル、ボリビア、メキシコ、アルゼンチンなどでプレー。
2020年、B.LEAGUEの佐賀バルーナーズに移籍。
2024年2月のFIBAアメリカップ予選にキューバ代表として選出。
B1昇格などチームに貢献し、5月20日に県政功労者知事表彰を受賞。
5月21日、海外リーグに短期間参戦のため自由交渉選手リスト入り。インドネシアリーグのサトリア・ムダ・プルタミナ・ジャカルタでプレーした後、8月16日に再び佐賀と契約した。